# Tilly and the Wall

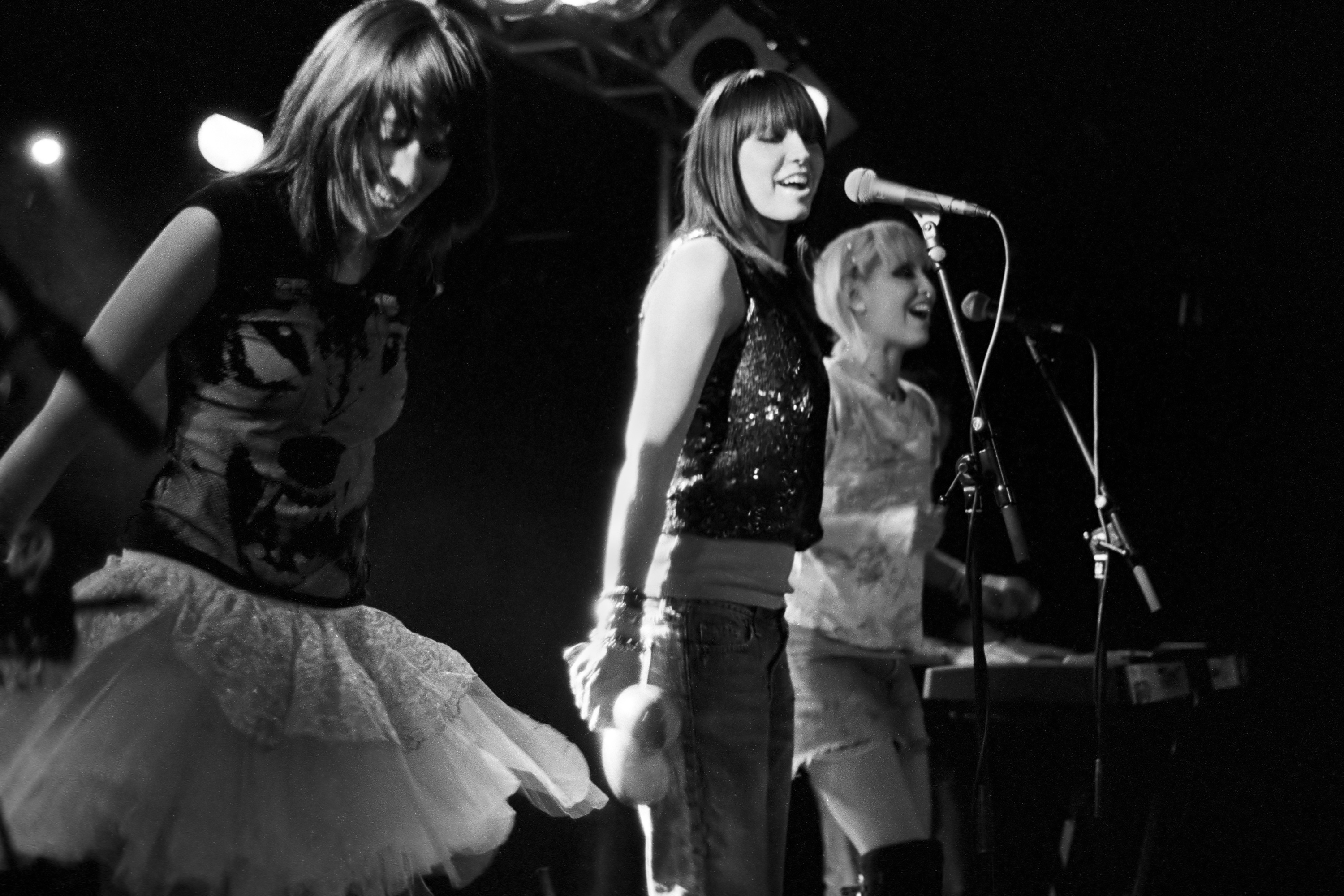
Tilly and the Wall in 2006 live in Stockholm, Zweden.

Tilly and the Wall is een indie-popband uit Omaha, Nebraska, in de Verenigde Staten. De groep bracht in 2004 zijn eerste album uit, en hierop volgden er later nog twee. Tilly and the Wall onderscheidt zich door het hebben van een tapdanser in de vaste formatie: Jamie Pressnall, die tevens percussie speelt en daarmee een eventuele drummer in de groep vervangt. De andere bandleden zijn Derek Pressnall (zang, gitaar, de man van Jamie Pressnall), Neely Jenkins (zang, basgitaar), Kianna Alarid (zang, basgitaar) en Nick White (keyboard). De naam van de band is afkomstig van een gelijknamig kinderboek van de Nederlands/Italiaanse schrijver Leo Lionni.

## Biografie
Tilly and the Wall is in 2001 ontstaan uit verschillende bandjes, waar onder andere ook Conor Oberst deel van uitmaakte. In 2004 bracht de groep zijn eerste album uit in thuisland de Verenigde Staten, Wild Like Children. In 2006 was de plaat ook in Nederland te verkrijgen. In datzelfde jaar kwam het tweede album van de groep uit: Bottoms of Barrels. In 2008 volgde het derde album, o.
Tilly and the Wall waren onder andere te horen bij Late Night with David Letterman en bij de Amerikaanse Sesame Street.

## Referentie
1. ↑  Bespreking op 8weekly.nl

- Gemeinsame Normdatei: 10339505-2
- International Standard Name Identifier: 0000 0001 2178 1625
- Library of Congress Control Number: no2006122640
- MusicBrainz: 4c730f5d-a27c-49fc-b505-23c2c61a6840
- Virtual International Authority File: 145811021